# Tommaso Bernabei detto il Papacello

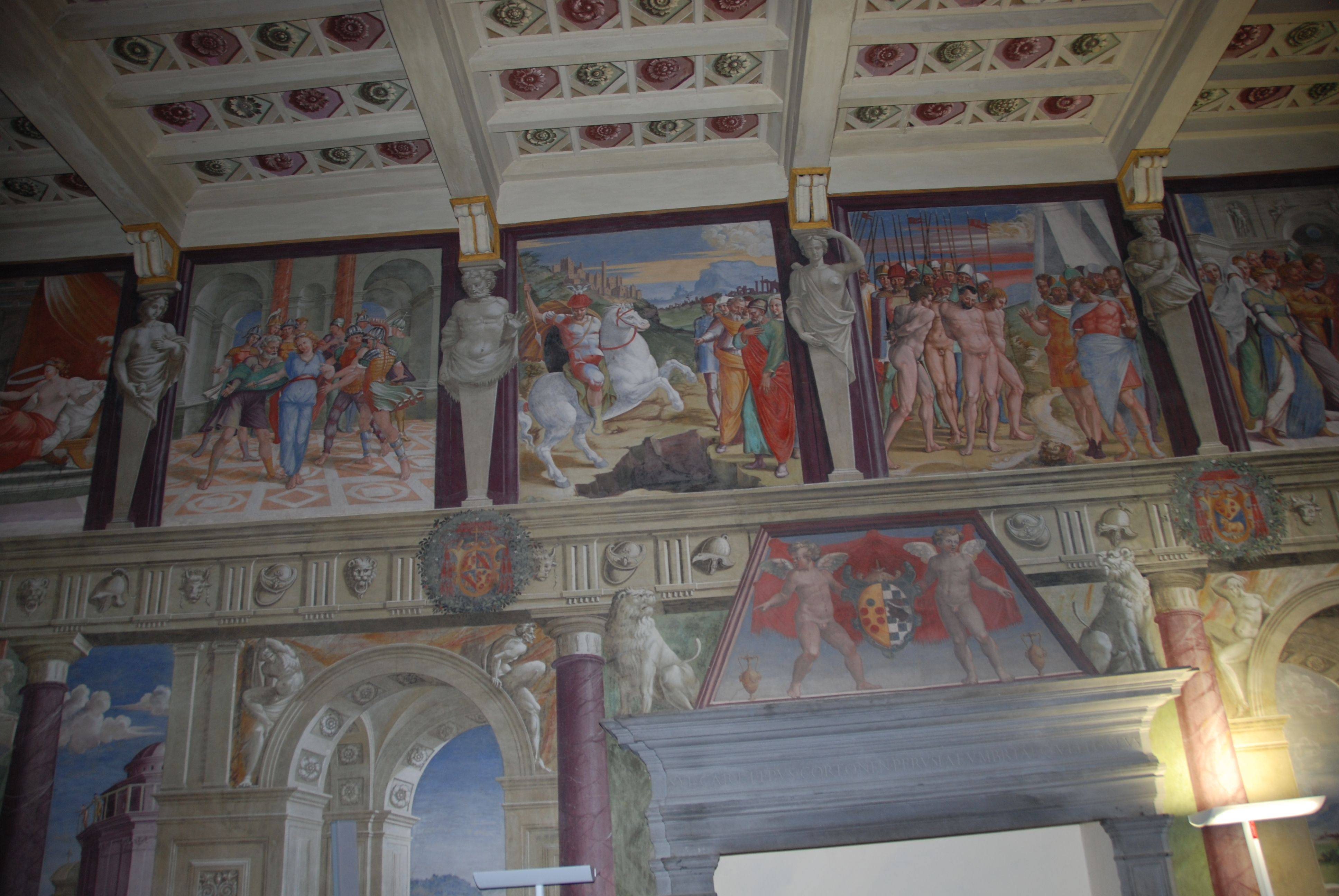
Sala del Papacello, Storie di Roma, Palazzone Passerini, Cortona

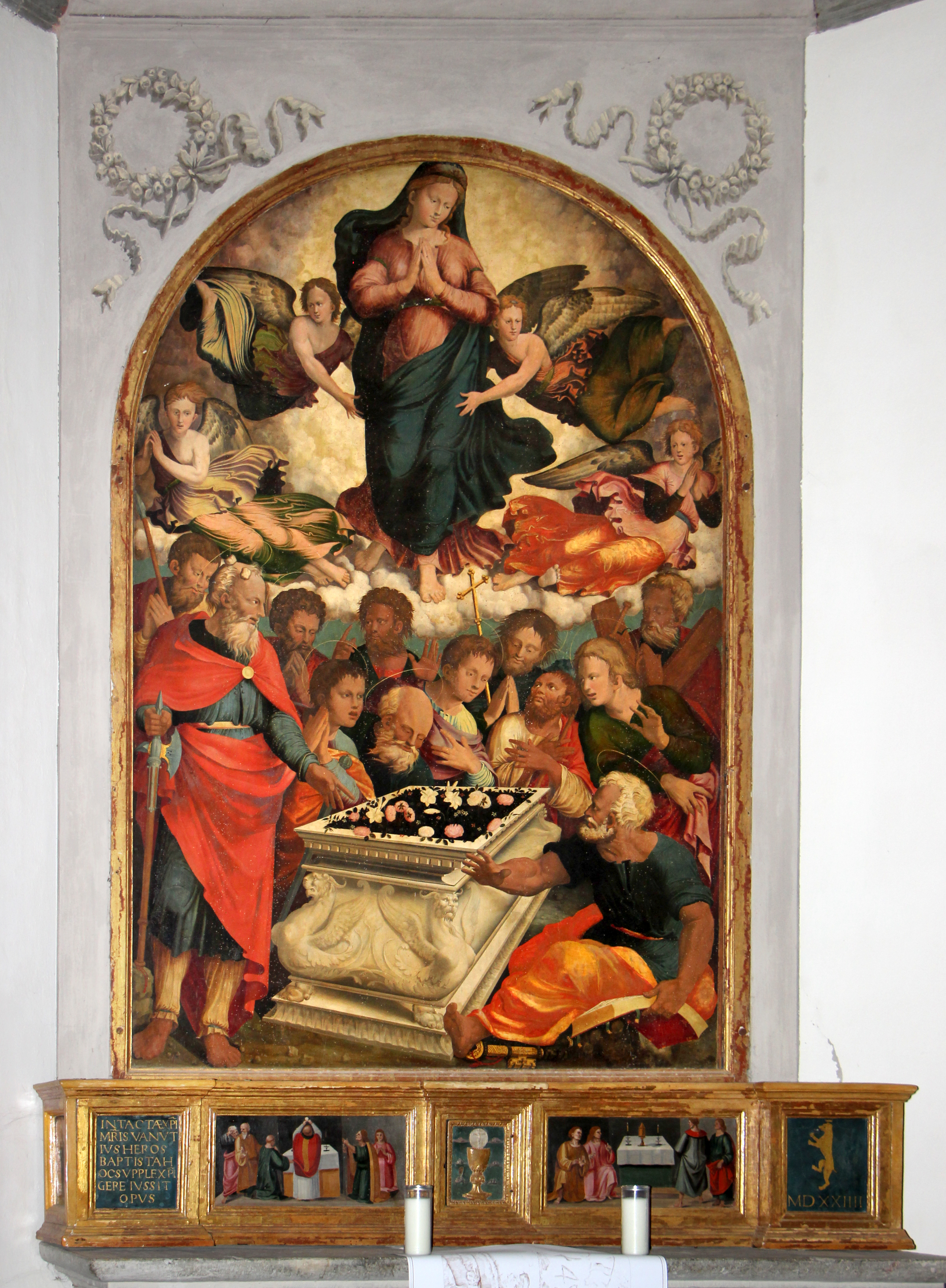
Assunzione della Vergine, 1525-27, Santa Maria del Calcinaio, Cortona

Tommaso d'Arcangelo Bernabei (o Barnabei), detto il Papacello (Cortona, 1505 – Cortona, 18 maggio 1559) è stato un pittore italiano.

## Biografia
Formatosi probabilmente dapprima presso il concittadino Luca Signorelli, successivamente, tra il 1520 e il 1524, entrò nell'orbita dei cantieri raffaelleschi a Roma, dopo la morte di Raffaello Sanzio, divenendo allievo diretto di Giulio Romano. 
Durante gli anni romani partecipò alle decorazioni della Sala di Costantino, a quelle di Villa Madama e Villa Lante e mantenne forse intensi  rapporti con la propria patria portando probabilmente a compimento diverse commissioni della bottega del suo primo maestro Luca Signorelli. 
Nel 1524 alla partenza di Giulio Romano da Roma verso Mantova rientrò stabilmente a Cortona dipingendo fin da ottobre una pala, oggi perduta, per il monastero delle Santucce. Nello stesso mese ricevette l'importante commissione di decorare gli interni del palazzone Passerini presso Cortona. Qui assieme a vari collaboratori affrescò entro il 1525 il grande salone con storie romane ed entro il 1527 concluse completamente le decorazioni degli interni della residenza del cardinal Silvio Passerini.
Negli stessi anni, tra il 1525 e il 1528, dipinse la tavola dell'Assunta presso la chiesa del Calcinaio a Cortona e affrescò una Madonna col Bambino tra i santi Sebastiano e Rocco all'interno dell'abbazia di Farneta.
Nel 1529 dipinse la Pentecoste per la chiesa di San Sebastiano a Cortona (oggi nel coro del duomo) e nello stesso periodo, entro i primi anni trenta del XVI secolo, portò a compimento con Vittorio Cirelli la tavola con l'Annunciazione e santi per San Fedele a Montone. Negli stessi anni lavorò a Spoleto dove affrescò la volta della Cappella Eroli nel duomo e decorò la facciata del palazzo Racani. A partire da questo periodo la maggior parte della sua attività si concentra tra l'Umbria e l'Aretino. 
Nei primi anni quaranta compì un ciclo di affreschi all'interno della chiesa di Santa Maria a Cesi (di cui oggi rimane solamente una Madonna col Bambino benedicente), dipinse la lunetta del grande portale del Calcinaio e lavorò a più riprese a Perugia, dove già nel 1543 partecipò alle decorazioni degli interni della Rocca Paolina (affreschi oggi perduti). A partire dalla metà del quinto decennio del XVI secolo lavorò soprattutto a Perugia dove portò a compimento diverse tavole e affreschi con Lattanzio Pagani, in particolare decorando alcune sale all'interno del palazzo dei Priori (dove oggi si può ancora ammirare il fregio della sala della Congregazione Governativa con storie della famiglia Farnese) . Passò gli ultimi anni della sua vita a Cortona dove morì il 18 maggio del 1559.

## Opere
- Storie di Roma, 1524-1525, affresco, Cortona, Palazzone Passerini.
- Assunzione della Vergine, 1525-1528, olio su tavola, Cortona, Chiesa del Calcinaio.
- Madonna col Bambino e Santi, 1527 ca., affresco, Cortona, Abbazia di Farneta.
- Pentecoste, 1529 ca., olio su tavola, Cortona, Duomo.
- Annunciazione e Santi, 1532, olio su tavola, Montone, Museo Civico.
- Decorazioni della volta, 1528-1530 ca., affresco, Spoleto, Duomo, Cappella Eroli.
- Decorazioni della facciata, 1528-1530 ca., affresco, Spoleto, Palazzo Racani.
- Madonna col Bambino Benedicente, 1540 ca., affresco, Cesi, Chiesa di Santa Maria.
- Madonna col Bambino e Santi, 1543, affresco, Cortona, Chiesa del Calcinaio.
- Storie della famiglia Farnese, 1546-1548, affresco, Perugia, Sala della congregazione Governativa della state, Palazzo dei Priori.